# Војислав Вујовић
Војислав Вујовић (Пожаревац, 15. јануар 1897 – Москва, 3. новембар 1936) је био комунистички револуционар и политички радник.

## Биографија
Рођен је 15. јануара 1897. године у Пожаревцу. Његов отац Димитрије је био ковач, а мајка Ангелина домаћица. Поред Војсилава имали су још петорицу синова - Радомира, Гргура, Светислава, Трифуна и Живка.
Заједно са браћом старијим Радомиром и млађим Гргуром припадао је радничком покрету. Члан Српске социјалдемократске партије (ССДП) је био од 1912. године. За време Првог светског рата је био у Француској, где је студирао и илегално деловао, као комуниста.
У периоду од 1919. до 1921. године је живео у Француској и Немачкој, где се илегално бавио партијским радом. Новембра 1919. године је био један од оснивача Комунистичке омладинске интернационале (КОИ) и њен први секретар. До 1926. године је био члан Извршног комитета Комунистичке интернационале, а учествовао је и на њеном Четвртом, 1924. и Петком конгресу, 1925. године.
Године 1927. је због припадности троцкистичко-зиновјевској опозицији, био ислуљчен из чланства Свесавезне комунистичке партије (бољшевика), а у јануару 1928. године је био протеран у Сибир. Године 1930. је био рехабилитован и поново примљен у чланство СКП(б). После тога је радио као референт у Балканском земаљском секретеријату Извршног комитета Комунистичке интернационале и као предавач на Комунистичком универзитету националних мањина запада (КУНМЗ) и научни радник у Међународном аграрном институту.
Јануара 1935. године је био поново ухапшен, под оптужбом да је припадао троцкистичко-зиновљевској организацији „Московски центар“. Тада је био осуђен на пет година боравка у концентрационом логору. Током издржавања казне, 2. октобра 1936. године му је било поново суђено и тада је од стране Војног колегијума био осуђен на смрт. Стрељан је 3. новембра 1936. године у Москви.
Одлуком Војног колегијума Врховног суда Совјетског Савеза рехабилитован је 9. јуна 1959. године.

## Породица
Био је ожењен пољском комунисткињом Регином Буџинском (1897—1937), са којом је имао ћерку Јањину рођену 1933. године. Његова супруга је такође са њим крајем двадесетих година била ускључена из СКП(б), због припадања стаљиновој опозицији, коју је придводио Зиновјев. Године 1930. је била рехабилитована и враћена у Партију. Била је ухапшена јануара 1935, заједно са супругом и најпре осуђена на десет година, а потом у логору осуђена на смрт и стрељана 9. новембра 1937. године.
После хапшења Војсилава и његове супруге, њихову ћерку је усвојила породица Мањко, односно пријатељица Војиславове супруге Јелисавета Мањако. Њухова ћерка, која је у време хапшења родитеља имла само једну годину, је тек 1968. године сазнала ко су њени прави родитељи.
У Стаљиновим чисткама страдала су и Војиславова браћа - Гргур Вујовић (1901–1937) и Радомир Вујовић (1895–1938). Они су рехабилтовани 1957, односно 1958. године.
Са француском револуционарком имао је и сина Владимира Вујовића, који након очеве смрти постаје познати глумац у Француској.